# Rukka
Rukka je finský výrobce sportovního oblečení založený roku 1950. Mezi první výrobky patřily nepromokavé pláště. Velmi známá je jejich žlutá pláštěnka. Dalším charakteristickým sortimentem je oblečení pro motorkáře a oděvy pro outdoor.
Od roku 1990 je součástí firmy Luhta Sportswear Company. Hlavní odbytiště má na trzích severských zemí, Německa, Rakouska, Švýcarska, Francie, Španělska, Anglie a Nizozemska.
Jednotlivá písmena v logu firmy jsou v námořní vlajkové abecedě:

R0 U0 K0 K0 A